# Aemilia Lepida (dochter van Julia minor)
Aemilia Lepida (4/3 v.Chr. - 53) (PIR² A 419[dode link]) was de oudste dochter van Vipsania Julia Agrippina, een dochter van Marcus Vipsanius Agrippa en Julia Caesaris maior, en Lucius Aemilius Paullus, die consul was in 1 n.Chr. en afkomstig was uit de oude patricische gens Aemilia. Ze was het eerste achterkleinkind van princeps Augustus en van Lucius Aemilius Lepidus Paullus, die in 50 v.Chr. consul was geweest en de broer was van de triumvir Marcus Aemilius Lepidus.
Aemilia Lepida werd toen ze nog jong was verloofd met Tiberius Claudius Drusus (de latere princeps Claudius), maar deze verloving werd afgebroken toen haar vader rond 6 n.Chr. in ongenade viel door zijn deelname aan een samenzwering tegen Augustus en haar moeder rond 8 n.Chr. werd verbannen voor overspel. Ze zou uiteindelijk - vermoedelijk rond 13 of 14 n.Chr. - trouwen met Marcus Junius Silanus Torquatus, die een succesvolle politieke carrière zou hebben waaronder het consulaat in 19 n.Chr. Ze hadden in totaal vijf kinderen: Marcus Junius Silanus Torquatus, Junia Calvina, Decimus Junius Silanus Torquatus, Lucius Junius Silanus Torquatus en Junia Lepida. Het is niet bekend wanneer ze overleed.

## Noot
1. ↑  Het is onduidelijk of haar vader bij de ontdekking van de samenzwering direct werd geëxecuteerd of slechts verbannen om later te worden geëxecuteerd. R. Syme, The Augustan Aristocracy, Londen, 1986, pp. 115-127, cf. T.D. Barnes, Julia's Child, in Phoenix 35 (1981), pp. 362-363.

## Antieke bronnen
- Suet., Aug. 19.1, Claud. 26.1.
- Tac., Ann. XII 4.